# Мельничук Олена Олександрівна
Олена Олександрівна Мельничу́к (нар. 11 квітня 1922, Тоновка — пом. 21 січня 1992, Київ) — українська радянська скульпторка; членкиня Спілки радянських художників України.

## Біографія
Народилася 11 квітня 1922 року в селі Тоновці (нині Кирсановський район Тамбовської області, Росія). 1945 року закінчила Пензенське художнє училище; 1951 року — Київський художній інститут, де навчалася зокрема у Лева Муравіна, Макса Гельмана.
Жила у Києві, в будинку на Русанівській набережній, № 22, квартира № 20. Померла у Києві 21 січня 1992 року.

## Творчість
Працювала в галузях станкової (переважно портрет) та монументальної скульптури. Серед робіт:
- «Модест Мусоргський» (1957, оргскло);
- «Василь Боженко» (1960, дерево);
- «Нескорений (Тарам Шевченко)» (1960, у співавторстві з Марією Короткевич; Шевченківський національний заповідник);
- «С. Артем» (1963);
- «Семен Гулак-Артемовський» (1964, дерево);
- «Генерал-майор Іван Панфілов» (1966, дерево);
- «Олександр Пархоменко» (1967);
- «Засновник Києва Кий» (1971, кована мідь);

пам'ятники

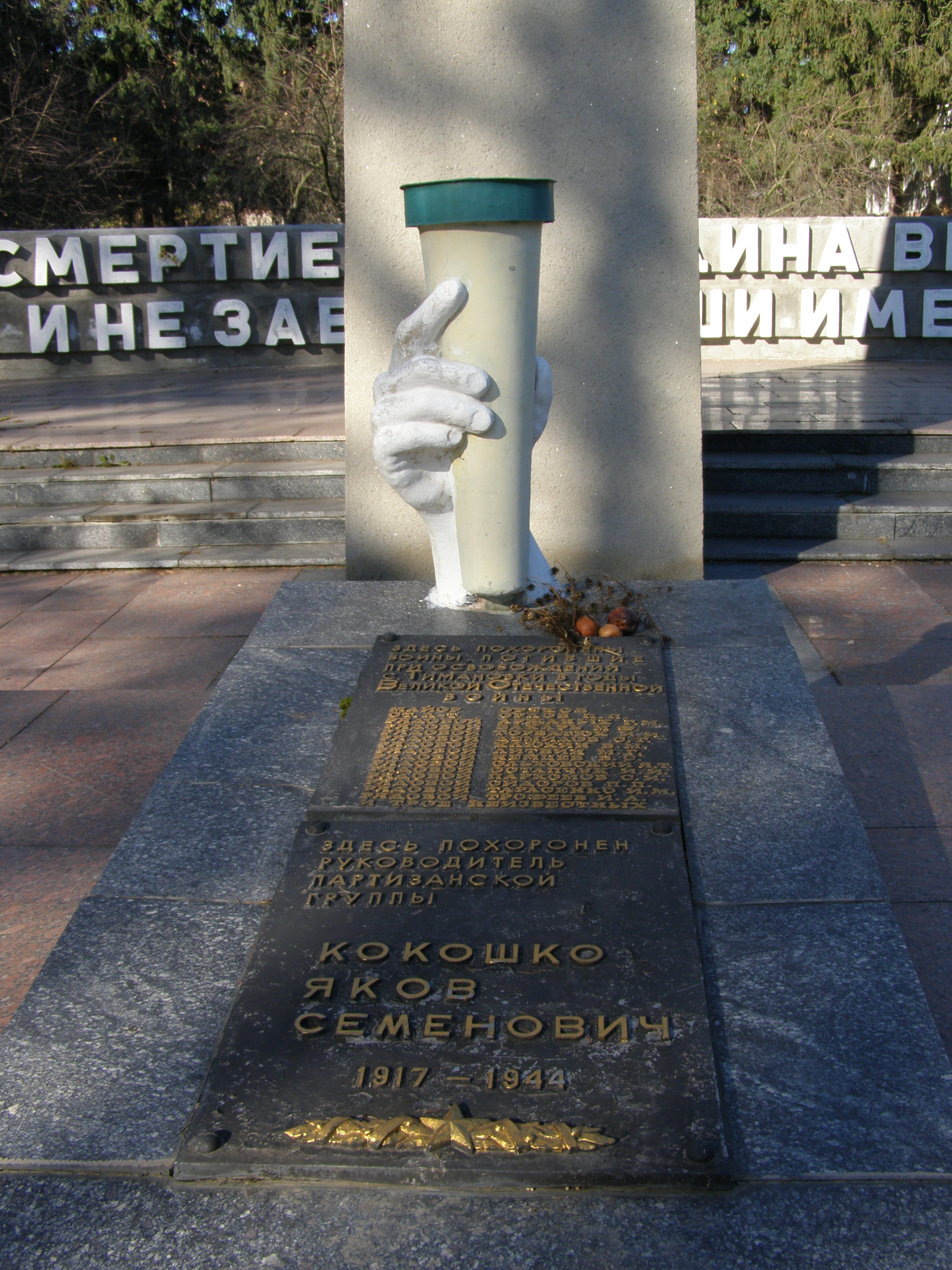
Пам'ятник у Тиманівкці.

- Феліксу Дзержинському в смт Панютиному Харківської області (1970, кована мідь);
- воїнам, загиблим у роки німецько-радянської війни у селі Тиманівкці Вінницької області (кована мідь, у співавторстві з Галиною Вороніною).

Брала участь у республіканських виставках з 1954 року, всесоюзних — з 1965 року.